# Iyad ag Ghaly
Iyad ag Ghaly (também escrito como ag Ghali) é um activista religioso tuaregue de Mali que luta contra o governo desde a década de 1980. Ele é o atual líder do grupo Ansar Dine.
Ele tomou o controle da cidade de Tombuctu em 2 de abril de 2012.